# 531

## Nașteri
- dată necunoscută: Amalafrid  (d. 551)